# Josef Stanislav Práchenský
Josef Stanislav Práchenský, uváděn i jako Josef Stanislav Prachenský (7. května 1829 Roudnice nad Labem – 7. května 1893 Praha), byl český advokát a politik, v 2. polovině 19. století poslanec Českého zemského sněmu a Říšské rady.

## Biografie
Získal titul doktora práv, profesně působil jako advokát, publikoval právní stati. Věnoval se i publicistice a žurnalistice.
Byl synem chudého tesaře. Vyrůstal v Roudnici, kde také vychodil obecnou školu. Měl pak jít do učení na řemeslo, ale díky přímluvě jeho učitele, kapucínského kněze, byl poslán na gymnázium do Litoměřic, kde studoval od roku 1839. Absolvoval s vynikajícím prospěchem. Na převážně německém ústavu si Práchenský s několika českými spolužáky založil českou knihovnu, předplatili si české noviny a dokonce vydávali vlastní list Poupata. Pak šel studovat na Karlo-Ferdinandovu univerzitu do Prahy, kde nejprve studoval filozofii, pak práva. 24. července 1856 mu byl udělen titul doktor práv a od roku 1858 pracoval jako obhájce v trestních kauzách. Profiloval se i na politické případy, obhajoval opakovaně české novináře při soudních žalobách.
Po obnovení ústavního života v Rakouském císařství počátkem 60. let 19. století se zapojil do zemské a celostátní politiky. V zemských volbách v Čechách v roce 1861 byl zvolen v městské kurii (volební obvod Mělník – Brandýs – Roudnice) do Českého zemského sněmu. Zvolen byl jako oficiální český kandidát, tedy s formální nominací od českého volebního výboru (Národní strana). Mandát obhájil za týž obvod v zemských volbách v lednu 1867 i v krátce poté konaných zemských volbách v březnu 1867. Čeští poslanci tehdy kvůli odporu k ústavnímu směřování Rakouska-Uherska praktikovali politiku pasivní rezistence, při níž bojkotovali práci zemského sněmu. Kvůli absenci tak byli zbavování mandátů a v nově vypsaných doplňovacích volbách byli vesměs manifestačně voleni znovu. Práchenský byl takto zbaven mandátu pro absenci v září 1868. Zvolen byl znovu v doplňovacích volbách v září 1869.
V srpnu 1868 patřil mezi 81 signatářů státoprávní deklarace českých poslanců, v níž česká politická reprezentace odmítla centralistické směřování státu a hájila české státní právo.
Mandát obhájil v řádných zemských volbách v roce 1870 a zemských volbách v roce 1872. Následovala opět ztráta mandátu pro neúčast na práci sněmu a opětovné zvolení v doplňovacích volbách v říjnu 1873. Toto se několikrát opakovalo, opětovně byl zvolen v doplňovacích volbách roku 1874, na jaře 1875, a v únoru 1876 Uspěl i v řádných volbách roku 1878, nyní v městské kurii, v obvodu Praha-Nové Město. Nadále byl příslušníkem staročeské strany.
V téže době také zasedal v Říšské radě (celostátní zákonodárný sbor), kam ho vyslal zemský sněm poprvé roku 1861(tehdy ještě Říšská rada nevolena přímo, ale tvořena delegáty jednotlivých zemských sněmů). Zánik mandátu pro absenci byl oznámen na schůzi 14. července 1863. Znovu ho zemský sněm do Vídně vyslal roku 1871. Nedostavil se ale do parlamentu, a proto byl jeho mandát 23. února 1872 prohlášen za zaniklý. Do vídeňského parlamentu byl zvolen i v prvních přímých volbách do Říšské rady roku 1873 za kurii měst, obvod Jičín, Sobotka atd. I nyní ale postupoval ve shodě s českou politickou reprezentací a bojkotoval práci parlamentu. Z politických důvodů se nedostavil do sněmovny, čímž byl jeho mandát i přes opakované zvolení prohlášen za zaniklý.
Mandát obhájil v tomto obvodu ve volbách do Říšské rady roku 1879. Rezignace na poslanecký mandát byla oznámena na schůzi 5. prosince 1882. Mandátu v Říšské radě se musel vzdát pro nemoc, která mu znemožňovala výkon poslanecké profese. Po volbách v roce 1879 už mandát aktivně vykonával a na Říšské radě se připojil k Českému klubu (jednotné parlamentní zastoupení, do kterého se sdružili staročeši, mladočeši, česká konzervativní šlechta a moravští národní poslanci).
Od roku 1863 zasedal rovněž v sboru obecních starších hlavního města Prahy a obratem se stal i členem městské rady. Přispíval do listu Právník. Spoluzakládal sdružení Právnická jednota. Za své aktivity byl jmenován čestným občanem Lysé nad Labem, Kralup nad Vltavou (v lednu 1873), Jinonic, Butovic a Radlic.